# Сењ (река)
Сењ (фр. Seugne) је река у Француској. Дуга је 82 km. Улива се у Шарант. 